# BBC Scotland (canal de televisión)
BBC Scotland es un canal de televisión escocés en inglés, una división de BBC Scotland de la BBC. Transmite una programación nocturna totalmente dirigida hacia esta nación.

## Historia
A partir de 2017, BBC Scotland había operado variaciones regionales de BBC One y BBC Two para la región escocesa, así como el canal gaélico BBC Alba. El 22 de febrero de 2017, el director general de la BBC, Tony Hall, anunció que la corporación planeaba reemplazar BBC Two Scotland con un nuevo canal de televisión BBC Scotland de medio tiempo, centrado exclusivamente en la programación escocesa. Una característica del canal sería una hora de 9:00 p.m. Noticiero semanal producido desde Escocia, que cubre los titulares nacionales e internacionales desde una perspectiva escocesa. El noticiero propuesto se comparó con las propuestas frecuentes para una exclusión de Escocia de BBC News at Six. Hall también anunció que la BBC aumentaría su gasto total en producciones reales y dramáticas en Escocia en £ 20 millones anuales.
Ofcom otorgó la aprobación provisional al nuevo servicio en abril de 2018, pero mostró preocupación por su propuesta de dedicar solo la mitad de su línea a nuevos programas (viéndolo como la eliminación de oportunidades potenciales para productores independientes), y ordenó a la BBC que se asegure de que el canal lo haga. no tiene un impacto indebido en los medios de comunicación de la competencia (incluidos los periódicos y otros organismos de radiodifusión, y el primero expresa su preocupación de que la BBC saque a los empleados de los periódicos para construir su operación expandida de noticias de Escocia). Ofcom otorgó la aprobación final al servicio en junio de 2018: Posteriormente, la BBC anunció un lanzamiento planificado para febrero de 2019. Al canal se le asignarán £ 32 millones en fondos anuales.
En preparación para el lanzamiento del nuevo canal, BBC Two Scotland fue descontinuada y reemplazada por la versión en red a partir del 18 de febrero. BBC Scotland se lanzó el 24 de febrero a las 7:00 p.m .; firmó con un video introductorio, con una presentación de "Miracle" del grupo escocés synthpop Chvrches, acompañado por la BBC Scottish Symphony Orchestra. Su primer programa fue una variedad especial (Una noche en el teatro) conducida por el comediante Iain Stirling. La programación de la noche de apertura también incluyó el estreno televisivo del documental Nae Pasaran, el especial de Burnistoun Tunes In y el noveno y último estreno de la serie Still Game. La audiencia alcanzó su punto máximo en 700,000.